# Zkáza Titanicu
Zkáza Titanicu (v anglickém originále A Flight to Remember) je desátá epizoda první série seriálu Futurama. Poprvé byla vysílána 26. září 1999 stanicí Fox. Epizoda je parodie na film Titanic z roku 1997.

## Děj
Po tom, co těsně uniknou z planety Kanibalon, podají Fry, Leela a Bender výpověď do rukou profesora Farnswortha. Výpověď ale přehodnotí, když jim profesor oznámí, že posádka Planet Expressu se zúčastní plavby na největší vesmírné výletní lodi, která kdy byla postavena - Titanicu. Lodním kapitánem Titanicu je Zapp Brannigan. Zapp neustále nadbíhá Leele a ta si proto vymyslí vztah s Fryem. Hráč Bender míří rovnou do kasina, kde potká fembota (humanoidního robota), hraběnku De la Roca.
Zapp se rozhodne plavbu trochu oživit a odchýlí se od směru vytyčeného cestovní kanceláři. Rozhodne se letět přes roj komet. Amy nečekaně na lodi potká své rodiče, kteří ji neustále nutí do vztahu s nevhodnými partnery; ta si proto také vymyslí vztah s Fryem. Leela začne žárlit.
Bender se snaží ohromit hraběnku a předstírá, že je bohatý. Zprvu s ní je pro její peníze, ale brzy si uvědomí, že ji miluje. Protože je na mizině, pokouší se odcizit nápoje z baru, ale je přistižen. Hraběnka nápoje zaplatí a řekne mu, že ho nemiluje pro bohatství, ale kvůli jeho osobnosti.
Zapp pozve Leelu s Fryem na večeři ke kapitánskému stolu. Dále pozve profesora, Amy a její rodiče. Zapp požaduje od Fry aby políbil svou vyvolenou. Fry se nemůže rozhodnout koho má políbit, když v tom přijde ke stolu Kif a žádá, aby Zapp odešel ke kapitánskému můstku a zadal nový kurz. Zapp ale zadá nový kurz příliš blízko k černé díře, navzdory tomu, že mu to Kif vymlouvá. Zapp si uvědomí nebezpečí a než uprchne z lodi, jmenuje Kifa kapitánem. Bender zachrání hraběnku, zatímco zbytek posádky hledá cestu k únikovým modulům. Při záchraně se hraběnka neudrží a spadne do černé díry, všichni ostatní se zachrání. Rodiče najdou Amy nového přítele - kapitána Kifa.

## Produkce
V této epizodě začíná vztah mezi Kifem a Amy, který měl být původně jen jednorázový žert. Později se autoři scénáře se rozhodli, že tento vztah budou rozvíjet i v dalších epizodách.

## Postavy
Postavy, které se v této epizodě poprvé objevily:
- LaBarbara Conrad
- Inez Wongová
- Leo Wong
- iZac
- hraběnka De la Roca